# ماساكي موري
ماساكي موري، لاعب كرة قدم ياباني، من مواليد 12 يوليوز 1961 بناغاساكي اليابانية، لعب في صفوف فريق شونان بلمار، كما لعب 8 مبارايات مع منتخب اليابان لكرة القدم.

## روابط خارجية
- ماساكي موري على موقع رابطة كرة القدم اليابانية للمحترفين (اليابانية)
- ماساكي موري على موقع قاعدة بيانات كرة القدم.إي يو (الإنجليزية)
- ماساكي موري على موقع ناشيونال فوتبول تيمز (الإنجليزية)
- ماساكي موري على موقع عالم كرة القدم.نت (الإنجليزية)